# پارک ملی پوهه-هککی
پارک ملی پوهَه-هَکْکی (Pyhä-Häkin kansallispuisto) یک پارک ملی در فنلاند مرکزی است که در سال ۱۹۵۶ تأسیس شد (در سال ۱۹۸۲ زمانی که کوتانوا به آن ملحق شد گسترش یافت) و در حال حاضر ۱۳ کیلومتر مربع (۵ مایل مربع) را پوشش می‌دهد. پایه‌گذاری آن قبلاً در اواخر دهه ۱۹۳۰ برنامه‌ریزی شده بود، اما جنگ جهانی دوم مانع اجرای آن شد.
این پارک ملی پوشیده از ازکاج اسکاتلندی و نوئل نروژی است. خلاش نیمی از پارک ملی را تشکیل می‌دهند. پارک ملی بزرگ‌ترین منطقه جنگل کهن‌رشد باقی مانده در نیمه جنوبی فنلاند است. علاوه بر کاج و صنوبر، توس نقره‌ای، توس کرکی، صنوبر لرزان، وتوسکای سیاه (دومی در امتداد برخی از نهرها) گونه‌های درختی بلندتری هستند که در پارک ملی مشاهده می‌شوند.